# Оттер-Крик (река)
Оттер-Крик (англ. Otter Creek, буквально — «Выдрин ручей»; фр. La Rivière aux Loutres) — одна из крупнейших рек в штате Вермонт.
Длина реки — около 180 км. Истоки реки находятся на склонах Зелёных гор южного Вермонта, на севере округа Беннингтон. Далее река протекает в северном направлении по территории округов Ратленд, Аддисон и несколько километров на юго-западе округа Читтенден, после чего впадает в озеро Шамплейн.

## История
1 апреля 1690 г. власти округа Олбани уполномочили капитана Абрахама Шуйлера (англ. Abraham Schuyler) собрать отряд и подняться на 11 км вверх по течению Оттер-Крик с целью наблюдения за индейцами. Впоследствии в этом месте был заложен город Вердженс (англ. Vergennes). В 1731 году французы начали строительство форта Краун-Пойнт (др. название Форт Фредерик) (англ. Crown Point). Перед началом строительства был основан город Аддисон (англ. Addison).
Город Вердженс, расположенный в 11 км вверх по течению от истока Оттер-Крик, возник только в 1778 году, через четыре года после образования городов Нью-Хейвен и Хартфорд и стал третьим городом с местным самоуправлением в Новой Англии.

## География
Оттер-Крик берёт начало в национальном парке Зелёных гор (англ. Green Mountain National Forest), на западном склоне горы Табор (англ. Tabor) в городке Перу (англ. Peru) округа Беннингтон и протекает в юго-западном направлении через город Дорсет (англ. Dorset), а затем сворачивает на север и впадает в озеро Эмеральд (англ. Emerald Lake). Оттуда течёт на северо-запад через города Данби (англ. Danby), Уоллингфорд (англ. Wallingford), Кларендон (англ. Clarendon), Ратленд, Проктор (англ. Proctor), Питтсфорд (англ. Pittsford) и Брандон округа Ратленд. Река фактически образует границу с округом Аддисон. Далее она протекает близ городов Миддлбери (англ. Middlebury), Уэйбридж (англ. Weybridge) и Вердженс (англ. Vergennes), а затем у города Фэррисбург (англ. Ferrisburgh) впадает в озеро Шамплейн.
Участок реки между устьем в Форт-Кассин-Пойнт (англ. Fort Cassin Point), озером Шамплейн и Вердженс судоходен, там постоянно курсируют моторные лодки, каноэ, каяки. В военные годы XVIII века в Вердженсе располагалась судоверфь. Вдоль реки множество гнездовий скопы и белоголового орлана.
Водопад Оттер-Крик-Фоллс (англ. Otter Creek Falls) находится возле города Миддлбери, где с 1800 года расположено учреждение высшего образования округа Вермонт — Миддлбери-колледж.
На территории округов Аддисон и Ратленд Оттер-Крик протекает через обширные болота, в том числе, Корнуэлльское болото (англ. Cornwall Marsh), болото Литтл-Оттер-Крик (англ. Little Otter Creek Marsh) и Брэндонскую трясину (англ. Brandon Swamp).
Несколько раз на своей протяжённости река превращается в ручей (англ. Creek). Перечень притоков можно посмотреть в статье об озере Шамплейн. Исток и устье находятся в 109 км друг от друга, хотя сама река из-за множества изгибов длиннее на 71 км.